# Мерсет-Махаш-ель-Асфаль
Мерсе́т-Маха́ш-ель-Асфа́ль — бухта, розташована в західній частині затоки Акаба Червоного моря. Розташована в межах Єгипту. Береги бухти є частиною курортної зони.